# Rudolf Gross (Politiker, 1888)

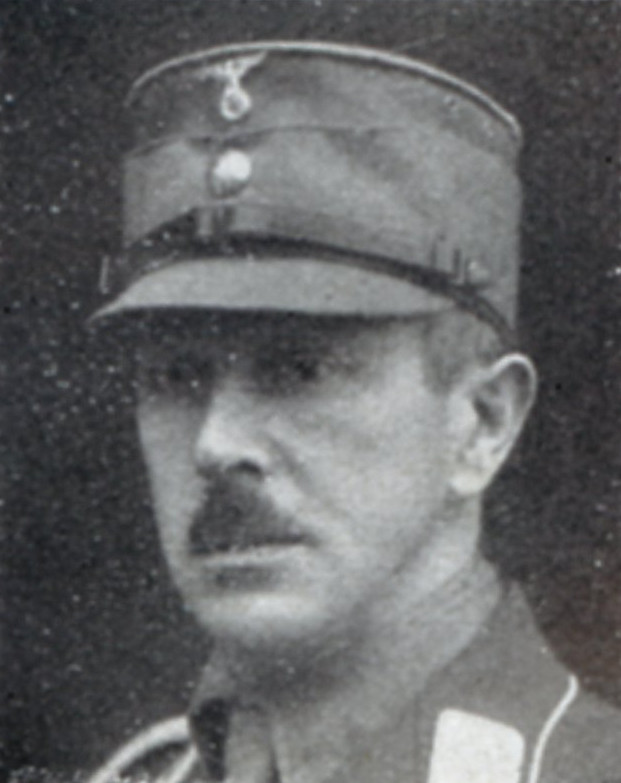
Rudolf Gross, um 1933

Rudolf Gross (* 20. September 1888 in Rastenberg, Thüringen; † 3. August 1955 in Heidelberg) war ein deutscher Politiker (NSDAP). 

## Leben und Wirken
In seiner Jugend besuchte Gross das Gymnasium in Weimar, die Schola latina in Halle und die Franckeschen Stiftungen. 
Als Reservist des Füsilier-Regiments 90 nahm Gross als MG-Offizier am Ersten Weltkrieg teil, in dem er mehrmals verwundet wurde. Nach dem Krieg gehörte er bis zum Juni 1919 einer ostpreußischen Grenzschutz-MG-Kompanie an. Danach lebte er einige Jahre als Mühlenbesitzer in Neustadt an der Aisch. Ende 1922 wurde Gross Zollbeamter in Ostpreußen. In diesem Beruf wurde er mindestens bis zum Oberzollsekretär befördert.
Zum 1. Juli 1930 trat Gross in die NSDAP ein (Mitgliedsnummer 274.488), für die er vom Juli 1932 bis zum November 1933 als Abgeordneter für den Wahlkreis 1 (Ostpreußen) im Reichstag saß. 
Nach dem Zweiten Weltkrieg lebte Gross in Süddeutschland.